# Rina Ronja Kari
Rina Ronja Kari (ur. 15 lutego 1985 w Kopenhadze) – duńska polityk, jedna z trzech współprzewodniczących Ruchu Ludowego przeciw UE, posłanka do Parlamentu Europejskiego VII i VIII kadencji.

## Życiorys
Absolwentka administracji biznesu na Uniwersytecie w Roskilde, podjęła pracę jako konsultantka w organizacji zawodowej. Zaangażowała się w działalność polityczną, została rzecznikiem organizacji młodzieżowej Ruchu Ludowego przeciw UE. W 2008 awansowała na jednego z trzech krajowych rzeczników partii. W 2004 i w 2009 kandydowała bez powodzenia do Europarlamentu (za drugim razem uzyskała drugi wynik w ramach listy wyborczej). Została główną kandydatką partii do wyborów europejskich w 2014. Nieubiegający się o reelekcję Søren Søndergaard zadeklarował rezygnację z mandatu europosła, by na kilka ostatnich miesięcy VII kadencji mogła go przejąć Rina Ronja Kari, co nastąpiło 5 lutego 2014. W wyniku głosowania z 25 maja 2014 Rina Ronja Kari utrzymała mandat eurodeputowanej.